# Ерон Смит
Ерон Смит (енгл. Aaron Smith; 21. новембар 1988) професионални је рагбиста и репрезентативац Новог Зеланда, који тренутно игра за Хајлендерсе. Висок 171 цм, тежак 81 кг, игра на позицији број 9 - деми. У ИТМ Купу играо је за Манавату, а за Хајлендерсе је до сада одиграо 78 утакмица и постигао 90 поена. Дебитовао је за "ол блексе" у јуну 2012. против Ирске. За репрезентацију Новог Зеланда до сада је одиграо 45 тест мечева и постигао 62 поена. Са репрезентацијом је освајао титулу шампиона јужне хемисфере.